# Schmidt Egon
Schmidt Egon (Budapest, 1931. június 16. – 2023. január 31.) Kossuth-díjas magyar író, ornitológus.

## Életpályája
Budapesten látta meg a napvilágot, de becsehelyi származású családja miatt mindig is zalai kötődésűnek vallotta magát. Származása miatt nem mehetett egyetemre, ezért autodidakta módon tanult. 1954–1955 között a Fővárosi Állat- és Növénykert munkatársa volt. 1956–1979 között a Madártani Intézet munkatársa volt; többek között a Madárgyűrűző Központot vezette. 1980-tól az Állatvilág Magazin szaklektora volt.

### Munkássága
Gyermekkorától kezdve érdeklődött a madarak iránt. A madarak megfigyeléséről naplót írt, amelynek azonban a család kitelepítésekor nyoma veszett. Publikált egyebek mellett a Búvár (Természetbúvár), Élet és Tudomány, Halászat, Nimród, Vadászlap, Horgászújság kiadványokban. A Kisdobos gyermekmagazinban változó címmel – Kedvenceink a lakásban, Nézz a lábad elé! – állandó rovata volt.  
Számos természetvédelmi ismeretterjesztő könyvet írt, leginkább a madárvédelem témakörében. Éveken át kutatta a hazai bagolyfajok táplálkozását a köpeteik elemzése alapján és ebből számos zoológiai szaklapban publikáció született. A hazai rigófélék elismert szakértője volt, a nemzetközileg jegyzett német Die Neue Brehmbücherei monográfiasorozatban ő írta a kékbegyet, a karvalyposzátát és (Farkas Tiborral közösen) a kövirigót bemutató köteteket.  
Művei között külön csoportot képeznek a kirándulások leírásai, melyek nem csak ismert hazai (és néhány külföldi) madárparadicsomot mutatnak be, hanem olyan közismert élőhelyeket, mint a Kiskunság/Apajpuszta/Dunakanyar, a Margit-sziget, a Gellért-hegy, a Városliget vagy a Kis-Balaton és a Dinnyési Fertő. Alelnöke volt a Magyar Madártani és Természetvédelmi Egyesületnek. 17 éven át Balogh Istvánnal együtt készített madárhang-felvételekkel színesített kis anyagokat a Magyar Rádió hetente jelentkező Oxigén című műsorába. 
Több mint 3600 tudományos ismeretterjesztő írás, novella szerzője.

## Családja
Szülei: Schmidt Kornél és Szabó Katalin voltak. 1961-ben házasságot kötött Csóka Eszterrel. Három gyermekük született: László (1962), Katalin (1965) és András (1970).

## Művei
- Madarakról – mindenkinek, Kossuth Kiadó, 1970, ISBN 9789630999915
- Das Blaukehlchen, A. Ziemsen Verlag, 1970, ISBN 2399992321889
- Hová mennek, honnan jönnek vándormadaraink? Mezőgazdasági Kiadó, Budapest, 1974, ISBN 963-233-006-4
- Der Steinrötel, A. Ziemsen Verlag 1974, ISBN 2399992321858
- Kisemlőseinkről, Natura, 1975, ISBN 2310004510664
- Erdőn-mezőn nyitott szemmel, Natura kiadó, 1977, ISBN 963-233-031-5
- Kígyókról, békákról, Natura, 1977, ISBN 2399981131277
- Kócsagok birodalma, Natura 1980, ISBN 2399992109173
- Miről dalolnak a madarak? (1981)
- Die Sperbergrasmücke (1981)
- Madárdal erdőn-mezőn, Natura, Debrecen, 1981, ISBN 963-233-068-4
- Ezer ágán ezer fészek, Móra Ferenc Könyvkiadó, Budapest, 1981, ISBN 963-11-5066-6
- Kisemlősök (Búvár Zsebkönyvek sorozat), Móra Ferenc Könyvkiadó, Budapest, 1981, ISBN 963-11-2411-8
- Bodzavendéglő, Móra Ferenc Könyvkiadó, 1982 ISBN 2399981825312
- Gyakorlati madárvédelem Natura kiadó, 1982, ISBN 963-233-081-1
- Csalafinta madarak, Móra Könyvkiadó, Budapest, 1983, ISBN 963-11-2940-3
- Kedvencem, az aranyhörcsög, Móra Könyvkiadó, 1984 ISBN 0609003016737
- Miért énekel a fülemüle?, Mezőgazdasági Kiadó, 1984 ISBN 2399985532117
- Szervusz, Malacka!, Móra Könyvkiadó, 1985 ISBN 2310003563654
- A madáretető vendégei, Móra Ferenc Könyvkiadó, 1986 ISBN 2399974057812
- Fecskét látok, szeplőt hányok, Móra Könyvkiadó, 1987 ISBN 2399986101176
- Melyiket ismered?, 1987 ISBN 2399989437654
- Hogyan figyeljünk madarakat?, Süni Egyesület, 1987 ISBN 2399997832724
- Nemszeretem állatok, Mezőgazdasági kiadó, Budapest, 1987 ISBN 9632331257
- Tollas albérlők, Móra Ferenc Könyvkiadó, 1989 ISBN 2310002770275
- Hörcsögök, egerek, egyebek, Gondolat-Marabu, 1989 ISBN 2399985552399
- Vízivilág. Patakok, tavak, árterek, mocsarak faunája (Szaák Tamással, 1991)
- Az erdők élővilága (Veres Lászlóval, 1991)
- Nádasok élővilága (Veres Lászlóval, 1992)
- A lombkorona élővilága, Szalay Könyvkiadó 1992, ISBN 963-9355-29-1
- Itt az oxigén, Budapest, 1993 ISBN 2399962784270
- Távcsővel a nyakamban, Dénes Natur Műhely Kiadó, 1999 ISBN 2399995917577
- Éneklő kedvenceink, GAzda Kiadó, 1999 ISBN 9637445285
- Magyarország legszebb madarai (Bécsy Lászóval, 2000)
- Afrika madarai, Anno Kiadó, 2000 ISBN 2399982832753
- 100 jó kérdés a madarakról, Sensus Kiadó, 2000 ISBN 2399990087428
- Állatok a kertben, Anno Kiadó, Budapest, 2000 ISBN 963-375-146-2
- Madárlexikon, 2001 ISBN 9789633756386
- Madárvédelem a ház körül, 2001 ISBN 2310003867455
- Védjük madarainkat, SZAKTUDÁS KIADÓ HÁZ ZRT., 2001, ISBN 9789633563533
- Csodálatos madárvilág. Légből kapott igaz történetek, Anno Kiadó, Budapest, 2001 ISBN 963-375-168-3
- A vadászat mellékszereplői, DÉNES NATUR MŰHELY KFT, 2002 ISBN 9639369144
- A kék madár (2002)
- Védett erdei állatok, Csodaország Kiadó, 2002 ISBN 2310003861484
- Varangy a papucsomban, DÉNES NATUR MŰHELY KFT., 2003, ISBN 9789639369313
- Tollas énekművészek, társszerző Karcza Zsolt, ÚJ EMBER KIADÓ, 2003, ISBN 9789639527027
- Madarak Budapesten, ÚJ EMBER KIADÓ, 2003, ISBN 9789639527133
- Hol laknak az állatok? (2003)
- Legszebben éneklő madaraink, Anno Kiadó, 2004 ISBN 2399995936639
- A kertek lakói, Csodaország Kiadó, 2004 ISBN 9639180386
- Állati érdekességek, ELEKTRA KIADÓHÁZ BT., 2004, ISBN 9789639180390
- A vadludak vízre szállnak, ÚJ EMBER KIADÓ, 2004, ISBN 9789639527522
- Mozaikok a természetből (Bécsy Lászlóval, 2005)
- Madárvendéglők, M-érték Kiadó, 2005 ISBN 9637304363
- Napsütötte ösvényeken, Anno Kiadó, 2006 ISBN 2399969304792
- A kisfiú és a madarak, ÚJ EMBER KIADÓ, 2006 ISBN 9789639674028
- A nyáriorgona vendégei, ÚJ EMBER KIADÓ, 2006
- A baromfiudvar lakói, ÚJ EMBER KIADÓ, 2006 ISBN 9789639981164
- Csirip Afrikába repül, ÚJ EMBER KIADÓ, 2007, ISBN 9789639674271
- A varázsszemüveg, ÚJ EMBER KIADÓ, 2007, ISBN 9789639674349
- Madár kalendárium, Anno kiadó, 2007, ISBN 9789633755747
- A békakirály, ÚJ EMBER KIADÓ, 2008, ISBN 9789639674509
- Hétköznapok a természetben – CD-melléklettel, társszerző Karcza Zsolt, ÚJ EMBER KIADÓ, 2008, ISBN 9789639674493
- Katica és sünike, M-érték Kiadó, 2008 ISBN 978-963-9889-10-1
- Egérbirodalom, ÚJ EMBER KIADÓ, 2008, ISBN 9789639674684
- Manócska, ÚJ EMBER KIADÓ, 2009, ISBN 9789639674837
- Varázslatos madárvilágunk, MŰSZAKI KÖNYVKIADÓ KFT., 2009, ISBN 9789631643886
- Minden napra egy kérdés, MÓRA FERENC IFJÚSÁGI KÖNYVKIADÓ ZRT, 2010, ISBN 9789631187595
- Emlősök – Európában és a nagyvilágon, MŰSZAKI KÖNYVKIADÓ KFT., 2012, ISBN 9789631645644
- Születésnap az állatkertben; Új Ember, Budapest, 2012 (Mesélnek az állatok)
- Schmidt Egon–Bécsy László: Tavasztól tavaszig; Új Ember, Budapest, 2012
- Séták a természetben. A tavak élővilága; Műszaki, Budapest, 2014
- Tarka madárvilág. A világ madarai; Műszaki, Budapest, 2014
- Schmidt Egon–Bécsy László: Csodálatos madárvilág; Új Ember, Budapest, 2015
- Séták a természetben. Az erdők élővilága; Műszaki, Budapest, 2015
- Séták a természetben. A mezők élővilága; Műszaki, Budapest, 2015
- Mókuska kalandjai; EX-BB, Budapest, 2016 (Mesélő természet)
- Varázslatos madárvilágunk. Magyarország legismertebb madarai; Műszaki, Budapest, 2016
- Cirmike és Kormoska; EX-BB, Budapest, 2017 (Mesélő természet)
- Schmidt Egon–Bécsy László: Nyitni-kék; Új Ember, Budapest, 2017
- A talicskától a Kossuth-díjig; EX-BB, Budapest, 2017
- Madárdalos emlékeim. Érdekes történetek énekesmadarakról; Magyar Madártani és Természetvédelmi Egyesület, Bp., 2022

## Díjai, elismerései
- Chernel István-emlékérem (1983)
- Pro Natura-emlékplakett (1993)
- Keve András-emlékérem (1999)
- A Magyar Köztársasági Érdemrend tisztikeresztje (2004, polgári tagozat)
- Kossuth-díj (2009)

## Ferencváros Schmidt Egon-díja
Ferencváros önkormányzata „Ferencváros Környezet- és Természetvédelméért díjat” alapított 2015-ben. Az első díjat Schmidt Egon vehette át 2015. június 3-án. Bácskai János polgármester engedélyt kért Schmidt Egontól, hogy 2016-tól a díj neve „Ferencváros Schmidt Egon-díja” lehessen.